# الاتحاد الأوروبي للهندسة الكيميائية
الاتحاد الأوروبي للهندسة الكيميائية (بالإنجليزية: European Federation of Chemical Engineering)‏ هي منظمة مهنية هندسية تهتم بالهندسة الكيميائية في أوروبا، تاسست عام 1953.